# Laserpistole

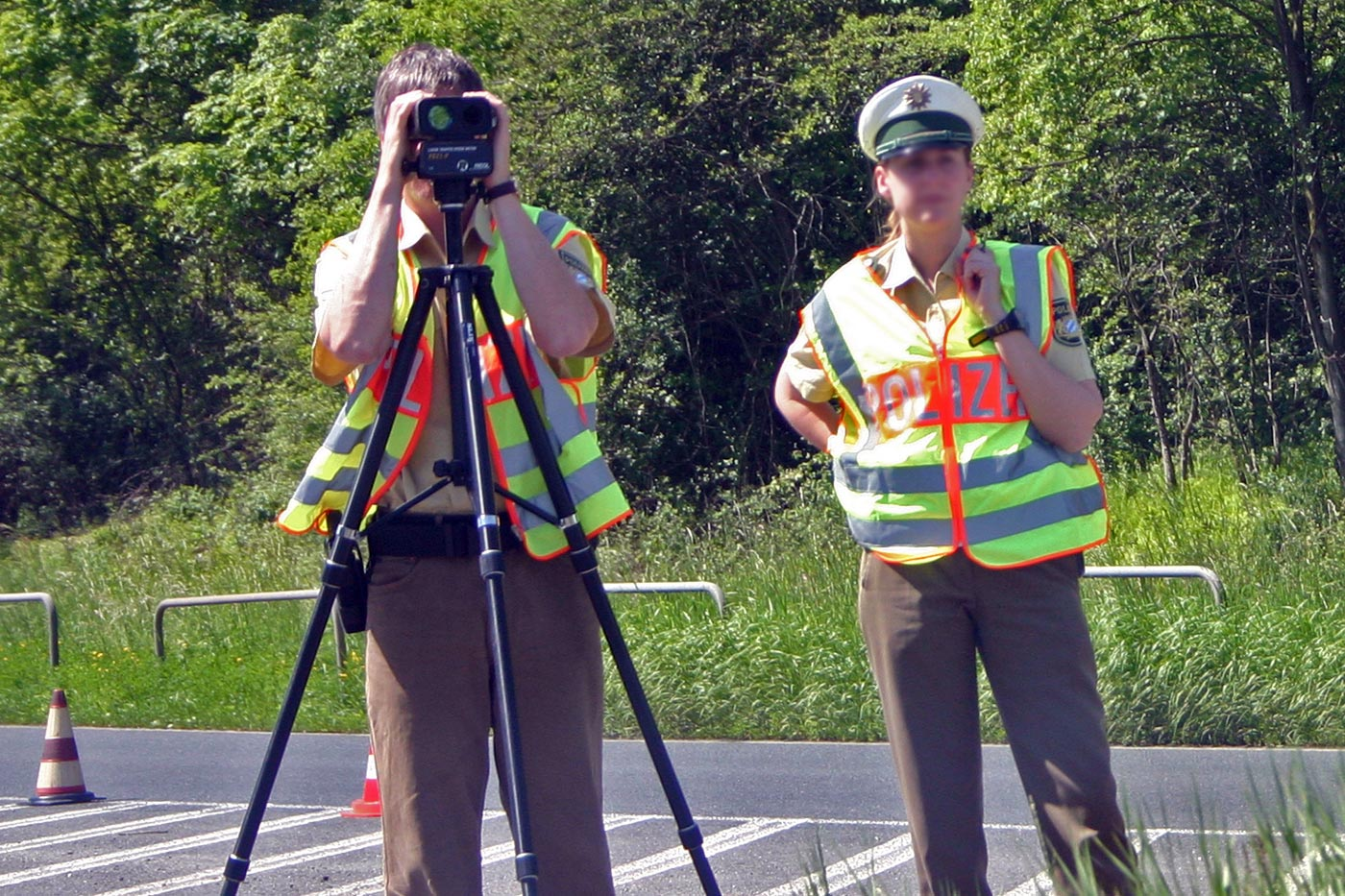
Deutsche Polizeibeamte bei der Geschwindigkeitskontrolle mit Laserhandmessgerät

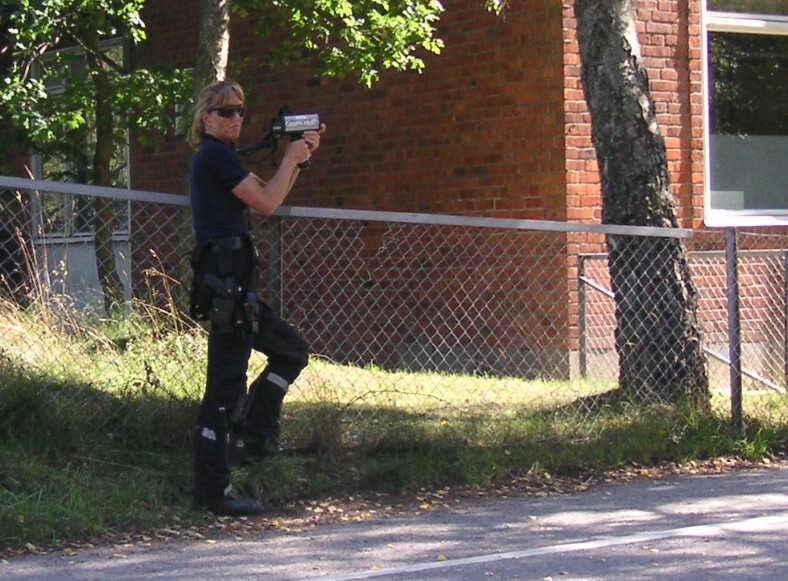
Schwedische Polizeibeamtin mit Laserhandmessgerät vor einer Schule

Ein Laserhandmessgerät, auch Laserpistole, oder Radarpistole ist ein Gerät zur Geschwindigkeitsüberwachung durch die Polizei im Straßenverkehr. Sein Messverfahren beruht auf wiederholter optischer Abstandsmessungen mit kurzen Zeitabständen.

## Messprinzip
Ein Laserhandmessgerät sendet kurze Lichtimpulse aus. Aus der Zeitdifferenz bis zum Eintreffen der reflektierten Strahlen berechnet das Gerät die Entfernung. Aus einer Vielzahl von Messungen pro Zeitspanne bestimmt es die Änderung der Entfernung und daraus die Geschwindigkeit.
Als Lichtquelle dient ein gepulster Infrarot-Laser.
Das Messprinzip eines Laserhandmessgerätes unterscheidet sich von einem Radar-Geschwindigkeitsmessgerät. Das Geschwindigkeitsradar arbeitet nach dem Dopplerprinzip. Es bestimmt die Geschwindigkeit anhand der Schwebungen aus der Überlagerung von ausgestrahlter und reflektierter Strahlung, die durch die Doppler-Frequenzverschiebung entstehen.
Auch das Laserhandmessgerät arbeitet nach dem Dopplerprinzip, jedoch nicht hinsichtlich der Wellenfrequenz, sondern hinsichtlich der Impulsfrequenz. Eine Entfernungsberechnung ist prinzipiell überflüssig, es genügt der Vergleich der Pulsfrequenzen der Erzeugung und des Empfangs.
Anbieter von Laserhandmessgeräten sind zum Beispiel die Firmen LTI, Jenoptik (Laveg), Multanova (Laserpatrol) oder Riegl.

## Beispiel
Ein PKW mit einer Geschwindigkeit von 50 km/h legt in einer Sekunde 14 m zurück. Um innerhalb einer Sekunde die Geschwindigkeit mit einem Fehler kleiner als 10 % zu messen, muss die Entfernung auf 1 m genau bekannt sein. Dies erfordert eine Zeitauflösung zwischen gesendetem und empfangenem Puls besser als 3 ns. Die Lichtpulse haben eine Dauer von 10 bis 20 ns.
Laserhandmessgeräte lassen sich bis auf eine Entfernung von ca. 1000 m bei derzeit sechsfacher optischer Vergrößerung einsetzen. Bei einer Strahlaufweitung um 0,5° misst der Durchmesser des Strahlflecks bereits 0,5 m. Er ist deutlich größer als das Nummernschild des angepeilten PKW, welches den Hauptanteil der Strahlung reflektiert. Auch die eindeutige Auswahl eines PKW wird schwieriger. Dafür nimmt bei großer Entfernung der Winkelfehler des Messwinkels ab.
Der Messwinkel α ist der Winkel zwischen Fahrt- und Messrichtung. Die wahre Entfernung verkürzt sich um den Faktor cos(α). Der Korrekturterm wird gleich 1, wenn das Auto auf das Messgerät zufährt oder sich von ihm entfernt. Daraus folgt, dass Messungen bei nicht exakter Frontalmessung, bedingt durch diesen sog. Cosinuseffekt immer zugunsten des Pkw-Fahrers erfolgen. Je größer der Messwinkel ist, umso mehr weicht die gemessene Geschwindigkeit nach unten von der tatsächlich gefahrenen ab.
Geschwindigkeitsmessgeräte, die in der Verkehrsüberwachung verwendet werden, sind in Deutschland zulassungs- und eichpflichtig.